# Mramoren
Mramoren (bułg. Мраморен) – wieś w Bułgarii, w obwodzie Wraca, w gminie Wraca. W 2024 roku liczyła 861 mieszkańców.